# Selge
Selge (in greco antico: Σέλγη?) è stata un'importante città della Pisidia, posta sul versante meridionale del Tauro, lì dove il fiume Eurimedonte attraversava le montagne per indirizzarsi a sud.

## Geografia ed economia
La zona in cui sorgeva Selge era estremamente fertile, producendo abbondanza di olio e vino, ma la cittè stessa era di difficile accesso, essendo circondata da precipizi e corsi di torrenti che scorrevano verso l'Eurimendote e il Cestro, attraversabili solo mediante ponti. L'acropoli di Selge era chiamata Kosbedion.
Oltre al vino e all'olio, la campagna intorno a Selge era ricca in legname, con una gran varietà di specie, tra cui lo storax, molto ricercato per emanare un profumo intenso. Selge era anche celebre per un unguento preparato con la radice di iris.

## Storia

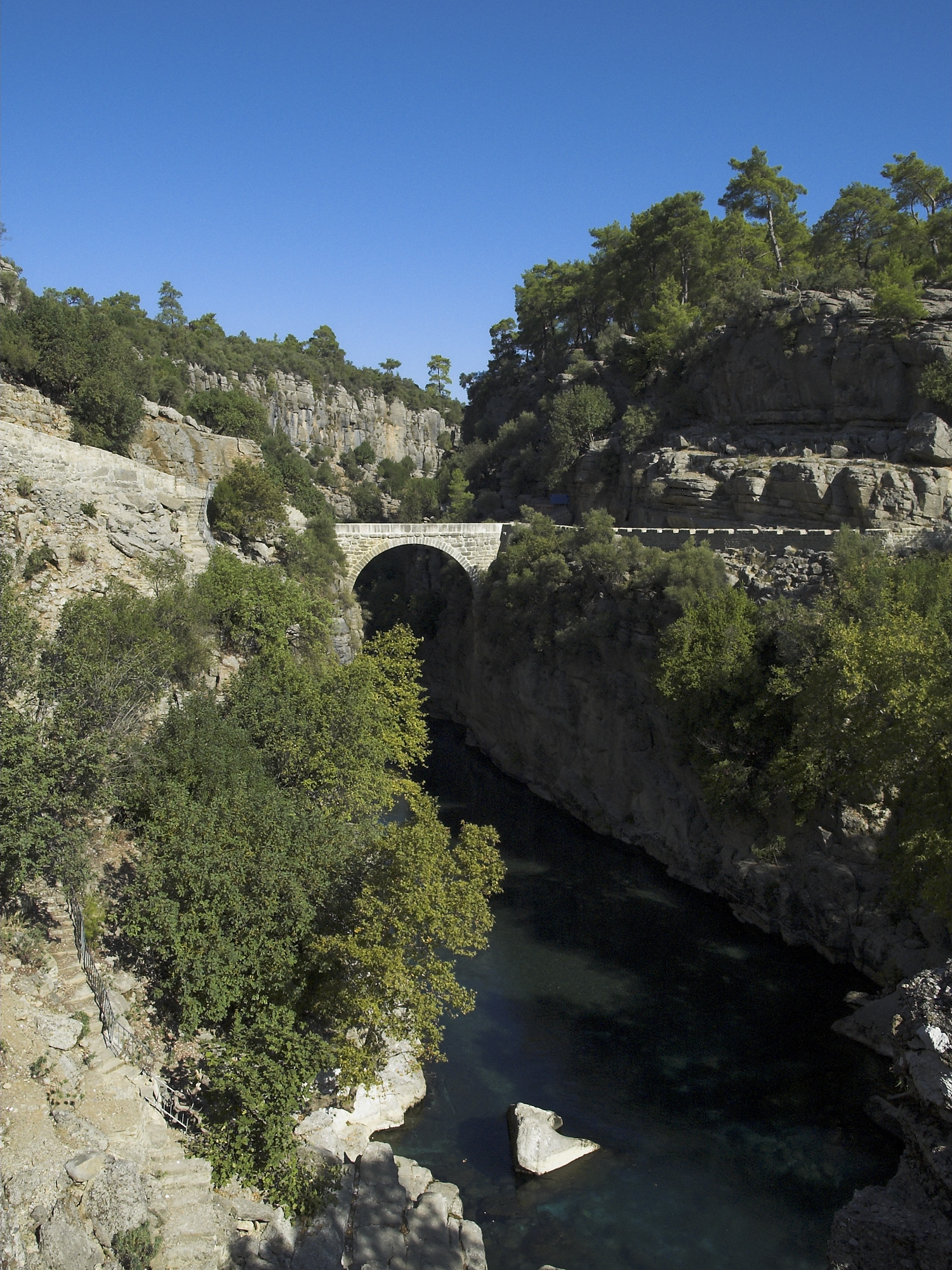
Il ponte romano nei pressi della città antica

Si ritiene che la città sia stata una colonia greca, in quanto Strabone afferma che fu fondata dagli Spartani, sebbene poi aggiunga l'incomprensibile informazione che era stata fondata precedentemente da Calcante. Le sue eccellenti leggi e costituzione politica permisero a Selge di divenire la più potente e popolosa città della Pisidia, in grado, in una circostanza, di mettere sul campo di battaglia 20.000 uomini. Per questi motivi e per il valore militare dei propri abitanti, ritenuti degnamente imparentati agli Spartiati, i Selgiani non furono mai soggetti ad una potenza straniera, ma furono sempre liberi e indipendenti. Quando Alessandro Magno passò dalla Pisidia nel 333 a.C., Selge, che all'epoca era in guerra con Termessos, inviò un'ambasciata che guadagnò il suo favore e la sua amicizia.
Nel periodo in cui il generale seleucide Acheo controllava l'Asia minore orientale, Selge era in guerra con Pednelisso, che stava assediando. Acheo fu chiamato in aiuto dagli abitanti di Pednelisso e inviò un grande esercito contro Selge (218 a.C.); dopo un lungo e vigoroso assedio, i Selgiani, traditi e disperando di resistere ancora a lungo, chiesero la pace ad Acheo, che la concesse dietro il pagamento immediato di 400 talenti e la restituzione dei prigionieri di Pednelisso, oltre al pagamento dilazionato di altri 300 talenti.
È strano che Plinio il Vecchio non faccia parola di Selge, in quanto è noto dalla sua produzione numismatica che la città era ancora florida sotto Adriano: fu anche menzionata da Claudio Tolomeo.
Nel V secolo la città è ricordata da Zosimo come piccola, ma era ancora abbastanza forte da respingere un attacco di Goti: un suo abitante di nome Valentino raccolse alcuni servi abituati ad affrontare i briganti e, sfruttando la conoscenza dei luoghi, ebbero la meglio sui Goti di Tribigildo.
I resti moderni della città sono parti delle mura e dell'acropoli; alcune tracce del ginnasio, della stoà, dello stadio e della basilica sono sopravvissuti, come pure i profili di due templi, ma il monumento meglio conservato è il teatro, restaurato nel III secolo.